# Maxim Wiktorowitsch Pestuschko
Maxim Wiktorowitsch Pestuschko (russisch Максим Викторович Пестушко; * 9. Februar 1985 in Breschnew, Russische SFSR) ist ein russischer Eishockeyspieler, der seit Januar 2019 bei Ak Bars Kasan in der Kontinentalen Hockey-Liga unter Vertrag steht und für Bars Kasan in der Wysschaja Hockey-Liga spielt.

## Karriere
Maxim Pestuschko begann seine Karriere als Eishockeyspieler in der Jugend des Neftechimik Nischnekamsk, für den er zwischen 2002 und 2004 in der drittklassigen Perwaja Liga spielte. Während der Spielzeit 2003/04 debütierte er in der Profimannschaft seines Clubs in der Superliga. In den folgenden vier Spielzeiten etablierte sich Pestuschko innerhalb seines Teams, wurde aber vor allem mit Defensivaufgaben betraut. Im Sommer 2008 verließ er seinen Heimatclub und erhielt  einen Vertrag beim HK Dynamo Moskau aus der neugegründeten Kontinentalen Hockey-Liga, für die er eine Spielzeit aktiv war. Nach drei Spielen der Saison 2009/10 verließ Pestuschko Dynamo und kehrte zu Neftechimik Nischnekamsk zurück.
Im Mai 2013 wurde Pestuschko im Tausch gegen Denis Tolpeko an den HK Dynamo Moskau abgegeben.
Ab August 2017 spielte er für den HK Jugra Chanty-Mansijsk und absolvierte für diesen 53 KHL-Partien. 2018 verließ Jugra die KHL und Pestuschko war zunächst auf der Suche nach einem neuen Verein. Im November erhielt er einen Probevertrag bei Dynamo Moskau, der jedoch nicht verlängert wurde. Ende November 2018 wurde er auf Probe von Sewerstal Tscherepowez verpflichtet, verließ den Klub jedoch nach vier Spielen.

## Erfolge und Auszeichnungen
- 2013 KHL-Stürmer des Monats September

## KHL-Statistik
(Stand: Ende der Saison 2016/17)